# سد مراگاه‌کاندا
سد مراگاه‌کاندا (به لاتین: Moragahakanda Dam) یک سد وزنی در سری‌لانکا است که در Elahera, North Central Province واقع شده‌است.